# فاسیلیدس
فاسیلیدس (انگلیسی: Fasilides; ۲۰ نوامبر ۱۶۰۳ – ۱۸ اکتبر ۱۶۶۷) (خط گعز: ፋሲለደስ; Fāsīladas; 20 نوامبر ۱۶۰۳ – ۱۸ اکتبر ۱۶۶۷)، که همچنین به نام فاسیل شناخته می‌شود، بازیلیده، یا بازیلیده (همان‌طور که در آثار ادوارد گیبون آمده است)، از ۱۶۳۲ تا مرگش در ۱۸ اکتبر ۱۶۶۷، امپراتور اتیوپی بود و عضوی از دودمان سلیمان بود. نام سلطنتی او عالم سگد (گعز: ዓለም ሰገድ) بود.
فاسیلیدس به عنوان بنیان‌گذار قندار، پایتخت امپراتوری اتیوپی، شناخته می‌شود و دوره گونداری را آغاز کرد. از مهم‌ترین اقدامات او، مصادره و تبعید یسوعی‌ها و همچنین ایجاد اتحادهای امنیتی با سلاطین اسلامی هم‌جوار بود. علاوه بر این، او نقش مهمی در رهبری مبارزه علیه شورشیان آگاو داشت. در ۱۶۶۶، پس از شورش پسرش داویت، فاسیلیدس او را در وهنی زندانی کرد. خود امپراتور یک سال بعد درگذشت و در یک صومعه در جزیره داگا در دریاچه تانا دفن شد.

## تاریخچه
فاسیلیدس از نسل مردم امهارا بود. او پسر امپراتور سوسنیوس اول و ملکه ساله ورک (گعز: ሣህለወርቅ) (نام سلطنتی) ለ (نام) از واگدا کتاتا و مهرابته بود. امپراتور فاسیلیدس در ماگزه‌ز، بولگا در منطقه شوا به دنیا آمد. نام پدر بزرگ پدری او نیز فاسیلیدس بود. او سازنده کاخ فاسیل بود.
فاسیلیدس در سال ۱۶۳۰ در جریان شورشی که به رهبری سارسا کِرِستوس به وقوع پیوست، به امپراتوری اعلام شد، اما تا زمانی که پدرش در سال ۱۶۳۲ از سلطنت کناره‌گیری نکرد، به تخت سلطنت نرسید. پس از رسیدن به سلطنت، فاسیلیدس بلافاصله وضعیت رسمی کلیسای ارتدکس توحیدی اتیوپی را احیا کرد. او از اسقف اسکندریه درخواست کرد تا یک ابونا جدید برای اتیوپی بفرستد و رابطه قدیمی‌ای که از بین رفته بود را بازگرداند. او اراضی یسوعی‌ها در دانکاز و دیگر نقاط امپراتوری را مصادره کرد و آنها را به فری‌مونا تبعید نمود. زمانی که شنید پرتغالی‌ها مومباسا را بمباران کردند، فاسیلیدس بر این باور بود که آفونسو مندس، پیشوای کلیسای کاتولیک، پشت این عمل بوده است و باقی‌مانده یسوعی‌ها را از سرزمین‌های خود اخراج کرد. مندس و بیشتر پیروانش مسیر خود را به سمت گوا ادامه دادند و در طول مسیر چندین بار مورد سرقت یا زندانی شدن قرار گرفتند. در سال ۱۶۶۵، او دستور داد که "کتاب‌های فرانکی"—باقی‌مانده نوشته‌های مذهبی کاتولیک‌ها—سوزانده شود.

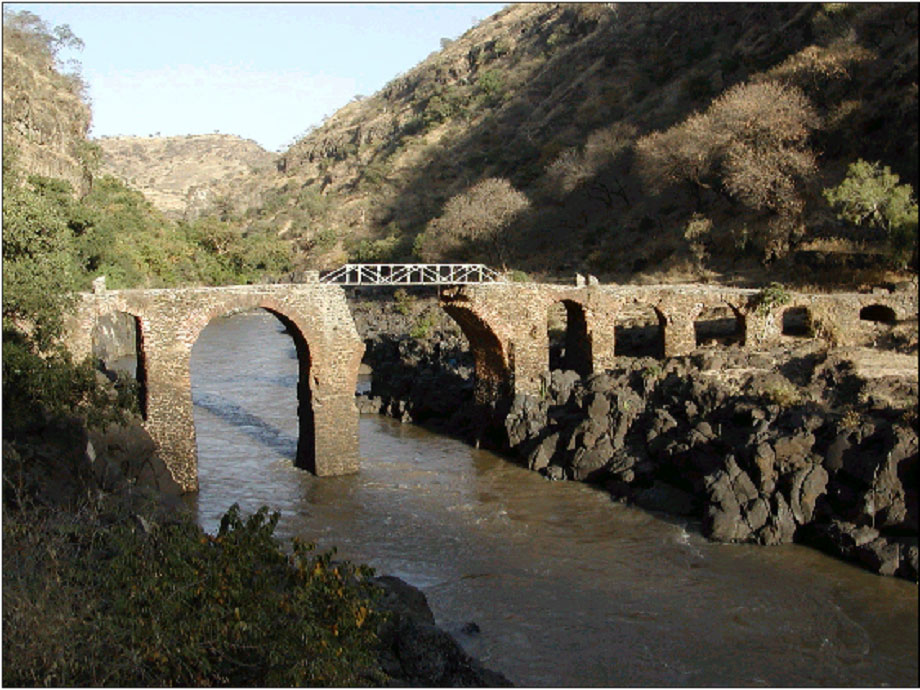
سباره دیلدی (پل شکسته به زبان امهری) یکی از هفت پل سنگی است که در دوران سلطنت فاسیلیدس بر روی رود نیل آبی ساخته شد.

فاسیلیدس معمولاً به عنوان بنیان‌گذار شهر قندار در سال ۱۶۳۶ شناخته می‌شود و آن را به عنوان پایتخت اتیوپی تأسیس کرد. اینکه آیا قبل از اینکه او آن را به پایتخت تبدیل کند، جامعه‌ای در آنجا وجود داشته است یا نه، نامشخص است. از جمله بناهایی که او در آنجا ساخت، می‌توان به آغاز ساخت مجموعه‌ای که بعدها به فاسیل غیبی معروف شد و همچنین برخی از اولین کلیساهای افسانه‌ای قندار اشاره کرد: آدابابای یاسوس، آدابابای تکله هایمنوت، آتاتامی میکائل، گمجابِت مریم، فیت میکائل و قدوس آبُو. او همچنین به ساخت هفت پل سنگی در اتیوپی معروف است، به ویژه پل سباره دیلدی (۱۱°۱۳′۳٫۶۴″ شمالی ۳۷°۵۲′۳۶٫۴۱″ شرقی / ۱۱٫۲۱۷۶۷۷۸°شمالی ۳۷٫۸۷۶۷۸۰۶°شرقی)؛ به همین دلیل است که تمام پل‌های قدیمی در اتیوپی اغلب به اشتباه به او نسبت داده می‌شود.
امپراتور فاسیلیدس همچنین کلیسای جامع مریم مقدس زایون را در اکسوم ساخت. کلیسای فاسیلیدس امروز به عنوان «کلیسای جامع قدیمی» شناخته می‌شود و در کنار یک کلیسای جدید که توسط امپراتور هایله سلاسی ساخته شده، قرار دارد.
شورش آگاوی‌ها در لاستا، که تحت سلطنت پدرش آغاز شده بود، در دوران سلطنت او ادامه یافت و او برای بقیه دوران سلطنتش به‌طور منظم به عملیات تنبیهی در لَستا می‌پرداخت. اولین عملیات در سال ۱۶۳۷ بد پیش رفت، زیرا در نبرد لیبو، سربازان او در برابر حمله آگاوی‌ها دچار وحشت شدند و فرمانده آنها، ملکا کریستوس، وارد کاخ فاسیلیدس شد و تخت سلطنت را برای خود گرفت. فاسیلیدس سریعاً به وضعیت بازگشت و برای کمک به قگنات‌ماش دیمو، فرماندار استان سمی‌ین، و برادرش گلاودوس، فرماندار بگمِدر، درخواست فرستاد. آنها به سمت ملکا کریستوس که هنوز در لیبو بود حرکت کردند، جایی که او کشته شد و سربازانش شکست خوردند. سال بعد، فاسیلیدس به لَستا لشکرکشی کرد؛ به گفته جیمز بروس، آگاوی‌ها به دژهای کوهستانی خود عقب‌نشینی کردند و «تقریباً تمام ارتش در میان کوه‌ها از بین رفت؛ بخش زیادی به علت قحطی، اما قسمت بیشتری به علت سرما، که واقعه‌ای بسیار قابل توجه در این عرض‌های جغرافیایی است.»

## دیپلماسی خارجی
پس از تصاحب تخت سلطنت از پدرش، فاسیلیدس تمام ارتباطات بین اتیوپی و اروپا را قطع کرد و تمامی یسوعی‌های اروپایی و مبلغین آنها را اخراج نمود، در حالی که پیمان‌های امنیتی با سلطان‌نشین‌های اسلامی اطراف برقرار کرد و روابط دیپلماتیک با کشورهای اسلامی همچون ایران صفوی، امپراتوری عثمانی، امپراتوری گورکانی و امامان یمن آغاز نمود. این انزوای امپراتوری اتیوپی از اروپا بیش از دو قرن به طول انجامید.
فاسیلیدس در سال‌های ۱۶۴۲–۱۶۴۷ تلاش کرد تا روابط دیپلماتیک با المتوکل اسماعیل، امام زیدی یمن برقرار کند. وقتی مصوع توسط امپراتوری عثمانی اشغال شد، امپراتور اتیوپی فاسیلیدس سعی کرد تا یک مسیر تجاری جدید از طریق بیلول توسعه دهد. انتخاب او بر بیلول افتاد، زیرا این بندر خارج از حوزه کنترل عثمانی بود و دقیقاً مقابل بندر موچا در یمن قرار داشت. در سال ۱۶۴۲، او پیامی به امام یمن، المعید محمد ارسال کرد تا حمایت او را برای این پروژه جلب کند. از آنجا که المعید محمد و پسرش المتوکل اسماعیل گمان می‌کردند که فاسیلیدس علاقه‌مند به تبدیل به اسلام است، یک سفارت‌خانه یمنی در سال ۱۶۴۶ به قندار فرستاده شد. با این حال، زمانی که یمنی‌ها متوجه اهداف واقعی فاسیلیدس شدند، اشتیاق آنها کاهش یافت و پروژه رها شد.
او همچنین در سال‌های ۱۶۶۴–۱۶۶۵ به هند یک هیئت فرستاد و برای رسیدن اورنگ‌زیب به تخت سلطنت امپراتوری گورکانی تبریک گفت. گزارش‌ها حاکی از آن است که این هیئت چندین هدیه ارزشمند به امپراتور مغول تقدیم کرد، مانند برده‌ها، عاج، اسب‌ها، گورخرها، یک جفت تفنگ جیبی نقره‌ای تزئین‌شده با دقت و سایر هدایا و اقلام عجیب و غریب.
در سال ۱۶۶۶، پس از قیام پسرش داویت، فاسیلیدس او را در وهنی زندانی کرد و این عمل قدیمی را که اعضای مشکل‌ساز خانواده سلطنتی را به یک کوه منتقل می‌کردند، دوباره احیا کرد، همان‌طور که قبلاً در امبا گشن صورت گرفته بود.

## درگذشت
فاسیلیدس در سال ۱۶۶۷ در آززو در ۵ مایلی جنوب قندار درگذشت و جسد او در دَگا استیفانوس|دیر سنت استفانوس، واقع در دریاچه تانا و درجزیره دَگا دفن شد. وقتی ناتانیل تی. کنی جسد فاسیلیدس را مشاهده کرد، متوجه شد که جسدی کوچک‌تر نیز در تابوت قرار دارد. یک راهب به کنی گفت که این جسد، پسر هفت‌ساله فاسیلیدس، ایسور است که به دلیل خفگی در اثر ازدحام جمعیت جان خود را از دست داده بود و برای ادای احترام به پادشاه جدید به آنجا آمده بود.

## نسل‌ها
فاسیلیدس سه پسر (که دو نفر از آن‌ها قبل از رسیدن به سن بلوغ درگذشتند) و سه دختر داشت.
- یوهانس یکم پسر بزرگ‌تر و جانشین او بود.[۱۳]
- دو پسر دیگرش (داویت و ایسور) قبل از فاسیلیدس درگذشتند.[۱۳][۱۴]
- تئوکلئا دختر بزرگ او بود که با یکی از نگهدارندگان پدرش، لائکا کریستوس، پسر اشرافی ملکای کریستوس ازدواج کرد.[۱۳]
- کدسته کریستوس دومین دختر او بود که ازدواج کرد و نسل داشت.[۱۳]
- سابلا وانگل سومین دختر او بود. از طریق نسل او بود که امپراتور توادروس دوم مدعی نسب سلیمان از فاسیلیدس شد، تقریباً دو قرن بعد.[۱۳]